# ملتهمة الحمض المجرورية
ملتهمة الحمض المجرورية (الاسم العلمي: Acidovorax defluvii) هي نوع من البكتيريا، سلبية الغرام، تتبع جنس ملتهمة الحمض.